# Metapallasea galinae
Metapallasea galinae is een vlokreeftensoort uit de familie van de Acanthogammaridae. De wetenschappelijke naam van de soort is voor het eerst geldig gepubliceerd in 1959 door Bazikalova.